# Ирачки макам
Ирачки макам (арап. المقام العراقي  </link> ) је жанр арапске макам музике који се изводи у Ираку. Корени модерног ирачког макама могу се пратити још од Абасидског калифата, када је то велико царство контролисано из Багдада. Ансамбл инструмената који се користи у овом жанру, назван Al Chalghi al Baghdadi, укључује кари (певач), сантур, пехарски бубањ, џоза, виолончело, а понекад и оуд и накарат. Фокус је на песми отпеваној на класичном арапском или ирачком дијалекту (који се тада звао зухајри). Комплетан макамски концерт познат је као фасл (множина фусул) и назван је по првом макаму: Bayati , Хијаз, Раст, Нава или Хусаини.
Ирачки макам је 2008. године проглашен од стране УНЕСКО-а за једно од ремек-дела усмене и нематеријалне баштине човечанства.
Типична представа укључује следеће делове:
- - тахрир, понекогаш бадва
  - таслум
  - финалис

Текстови макама често потичу из класичне арапске поезије, као што су Ал-Мутанабби, Јавахири, ал-Мутанабби и Абу Нувас . Неки извођачи су користили традиционалне изворе преведене на дијалект Багдада, а други користе текстове на арапском, турском, јерменском, хебрејском, туркменском, арамејском или персијском језику. Због разноликости Ирака, различите етничке групе користе овај жанр на свом језику.

## Познати певачи макама
Постоји много ирачких макам певача, укључујући:
- Ahmed al-Zaidan
- Rashid al-Qundarchi
- Muhammad al-Qubanchi
- Hussein al-A'dhami
- Najm al-Shaykhli
- Hassan Khaiwka
- Hashim al-Rejab
- Yousuf Omar
- Farida Mohammad Ali
- Abd al-Rahman Khader
- Hamed al-Sa‘di
- Nazem Al-Ghazali
- Filfel Gourgy
- Affifa Iskandar
- Mulla Hasan al-Babujachi
- Rahmat Allah Shiltagh
- Khalil Rabbaz
- Rahmain Niftar
- Rubin Rajwan
- Mulla Uthman al-Mawsili
- Jamil al-Baghdadi
- Salman Moshe
- Yusuf Huresh
- Abbas Kambir
- Farida al-A‘dhami